# Шпичинецька сільська рада (Ружинський район)
Шпичинецька сільська рада (раніше також Спичинецька сільська рада) — колишня адміністративно-територіальна одиниця та орган місцевого самоврядування у Вчорайшенському (Бровківському), Ружинському і Попільнянському районах Бердичівської округи, Київської й Житомирської областей Української РСР та України з адміністративним центром у с. Шпичинці.

## Населені пункти
Сільській раді були підпорядковані населені пункти:
- с. Шпичинці

## Населення
Відповідно до перепису населення СРСР, станом на 17 грудня 1926 року, чисельність населення ради становила 2 268 осіб, з них за статтю: чоловіків — 1 086, жінок — 1 182, етнічний склад: українців — 2 106, росіян — 2, євреїв — 13, поляків — 147. Кількість господарств — 572, з них несільського типу — 3.
Відповідно до результатів перепису населення СРСР, кількість населення ради станом на 12 січня 1989 року становила 775 осіб.
Станом на 5 грудня 2001 року, відповідно до перепису населення України, кількість мешканців сільської ради становила 564 особи.

## Склад ради
Рада складалася з 12 депутатів та голови.

### Керівний склад сільської ради
| ПІБ                      | Основні відомості                                                               | Дата обрання | Дата звільнення |
| ------------------------ | ------------------------------------------------------------------------------- | ------------ | --------------- |
| Мельничук Надія Іванівна | Сільський голова, 1960 року народження, освіта, позапартійна                    | 26.03.2006   | 31.10.2010      |
| Шокал Василь Петрович    | Сільський голова, 1968 року народження, освіта середня спеціальна, безпартійний | 31.10.2010   |                 |

Примітка: таблиця складена за даними джерела

## Історія
Створена у 1923 році в с. Спичинці (згодом — Шпичинці) Бровківської волості Бердичівського повіту Київської губернії. Станом на 17 грудня 1926 року в підпорядкуванні ради значилися хутори Нарцизів, Попівка, Рябіцького, присілок Колективне господарство та лісова сторожка Запуст, які на 1 жовтня 1941 року не перебували на обліку населених пунктів.
Станом на 1 вересня 1946 року сільська рада входила до складу Вчорайшенського району Житомирської області, на обліку в раді перебувало с. Шпичинці.
На 1 січня 1972 року сільська рада входила до складу Ружинського району Житомирської області, на обліку в раді перебувало с. Шпичинці.
31 липня 2018 року територія та населені пункти ради увійшли до складу новоствореної Вчорайшенської сільської територіальної громади Ружинського району Житомирської області.
Входила до складу Вчорайшенського (Бровківського, 7.03.1923 р., 17.02.1935 р.), Ружинського (5.02.1931 р., 28.11.1957 р., 4.01.1965 р.) та Попільнянського (30.12.1962 р.) районів.